# Catraia de Esposende
Catraia de Esposende, ou Catraia pequena, tem sete metros fora a fora, arma com seis remos, e vela de pendão (bastarda, cortada no vértice da proa em forma de testa).
Uma característica deste tipo de embarcação, é a sua enorme área vélica, com a sua verga de oito metros a sobressair. Quando a catraia estava parada, tinha duas forquetas, uma à popa e outra à proa, para apoiar a verga.
O tamanho da verga era a sua fragilidade. Era frequente as vergas partirem-se, pelo que em saídas mais prolongadas para o mar, os pescadores levavam uma verga de reserva.
A única catraia existente foi construída de raiz pelo Forum Esposendense, e recupera o nome (Santa Maria do Anjos) da última catraia construída, em 1946, e abatida a 23 de Outubro de 1959, como um projecto de salvaguarda do património marítimo de Esposende.
Este tipo de embarcação era utilizada na pesca, nomeadamente na pesca da sardinha. Com o advento das motoras, a partir de meados dos anos cinquenta, levou ao desaparecimento gradual deste tipo de embarcações.